# Leiocarpa gatesii
Leiocarpa gatesii là một loài thực vật có hoa trong họ Cúc. Loài này được (H.B.Will.) Paul G.Wilson mô tả khoa học đầu tiên năm 2001.